# (73225) 2002 JN25
(73225) 2002 JN25 – planetoida z pasa głównego asteroid okrążająca Słońce w ciągu 4,53 lat w średniej odległości 2,74 j.a. Odkryta 8 maja 2002 roku.